# 田中愿蔵
田中 愿蔵（たなか げんぞう、天保15年（1844年） - 元治元年10月16日（1864年11月15日））は水戸藩天狗党の幹部。天狗党の乱における田中隊の隊長として北関東の人々を恐怖に陥れた。

## 生涯
常陸国久慈郡東連地村（現・茨城県常陸太田市）で生まれ、医家の養子となる。藩校弘道館、江戸の昌平坂学問所で学んだ後、水戸藩が那珂郡野口村に設立した郷校の時雍館（野口郷校）で館長を務め、領民の教育活動を行う。
元治元年3月27日（1864年5月2日）藤田小四郎が尊王攘夷を唱え筑波山で挙兵すると（天狗党の乱）、時雍館の教え子らを率いてこれに加わり天狗党幹部となって一隊を指揮する。
しかし、愿蔵は藤田らの本隊から離れ、別働隊として独自の行動を取る。天狗党軍は軍資金調達のため近隣の町村の役人や富農・商人等から金品の徴発を行ったが、田中隊も6月5日、栃木宿において町に対し軍資金30,000両の差し出しを要求した。しかし、町側がこれに応じないと知るや、家々に押し入って金品を強奪したうえ宿場に放火、翌日までに宿場内で237戸が焼失した。この事件は「愿蔵火事」と呼ばれて後世に語り継がれる。また6月21日には真鍋宿で略奪、放火を行い77戸を焼失させた。
天狗党に対し江戸幕府の追討軍が派遣され戦闘が開始されると、田中隊も那珂湊周辺で幕府軍と戦う。那珂湊の戦いで天狗党側が破れると田中隊も北へ敗走、河原子を経て、助川城に入って籠城したが、幕府軍の攻撃を受けて9月26日に陥落した。敗走した田中隊約200名は、水戸藩旗下の赤沢銅山へ食料の援助を要請したが拒否されたため、愿蔵は鉱山の生産設備を破壊した上に放火した。田中隊はさらに敗走を続け、10月に八溝山に篭って再起を図る。しかし、食料弾薬も尽き果て隊士の疲弊も極限に達していたため、愿蔵は隊の解散を決意し、隊員は三々五々山を下りて逃亡した。しかし、周辺には棚倉藩を中心とする追討軍が迫っており、山を下りた田中隊士達はそのほとんどが捕われて処刑された。
愿蔵は真名畑村に逃れたが、捕縛され塙代官所に送られ、10月16日に久慈川の河原で斬首された。
後に愿蔵の遺体は塙の安楽寺に葬られた。辞世は「みちのくの山路に骨は朽ちぬとも　猶も護らむ九重の里」。享年21。
福島県東白川郡塙町の「道の駅はなわ」敷地内には「田中愿蔵刑場跡」の碑があり、茨城県つくば市の普門寺には田中愿蔵らを鎮魂する「田中忠蔵隊陣営の跡」の石碑がある。茨城県常陸太田市東連地には「田中愿蔵生誕の地」の石碑がある。